# هم‌کلاسی جدید
هم‌کلاسی جدید (به هندی: Nil Battey Sannata) فیلمی هندی محصول سال ۲۰۱۵ و به کارگردانی آشوینی آیر تیواری است. در این فیلم بازیگرانی همچون سوارا بهاسکار، ریا شوکلا، راتنا پاتک، پانکاج تریپاتی و سانجای سوری ایفای نقش کرده‌اند.